# Hilde Exner
Hilde Exner, née le 10 janvier 1880 à Vienne, et décédée le 3 avril 1922, est une artiste peintre, céramiste, dessinatrice, graveuse, et sculptrice autrichienne.

## Biographie
Hilde Exner est issue d'une des plus célèbres familles d'universitaires d’Autriche. Elle est la fille du physicien autrichien Franz-Serafin Exner, et de sa première femme, Auguste Bach,. De 1902 à 1905, elle étudie la peinture à l'école des Arts appliqués de Vienne avec Koloman Moser, Friedrich Linke et Alfred Roller, avant de s’orienter vers la sculpture, influencée par le travail d'Aristide Maillol à Paris.
Pendant la Première Guerre mondiale, elle se consacre aux soins des blessés. C’est à cette période qu’elle est touchée par le germe de la maladie à laquelle elle succombe le 23 avril 1922. Elle est enterrée au cimetière de Sieveringer, un quartier de Vienne.

## Carrière artistique

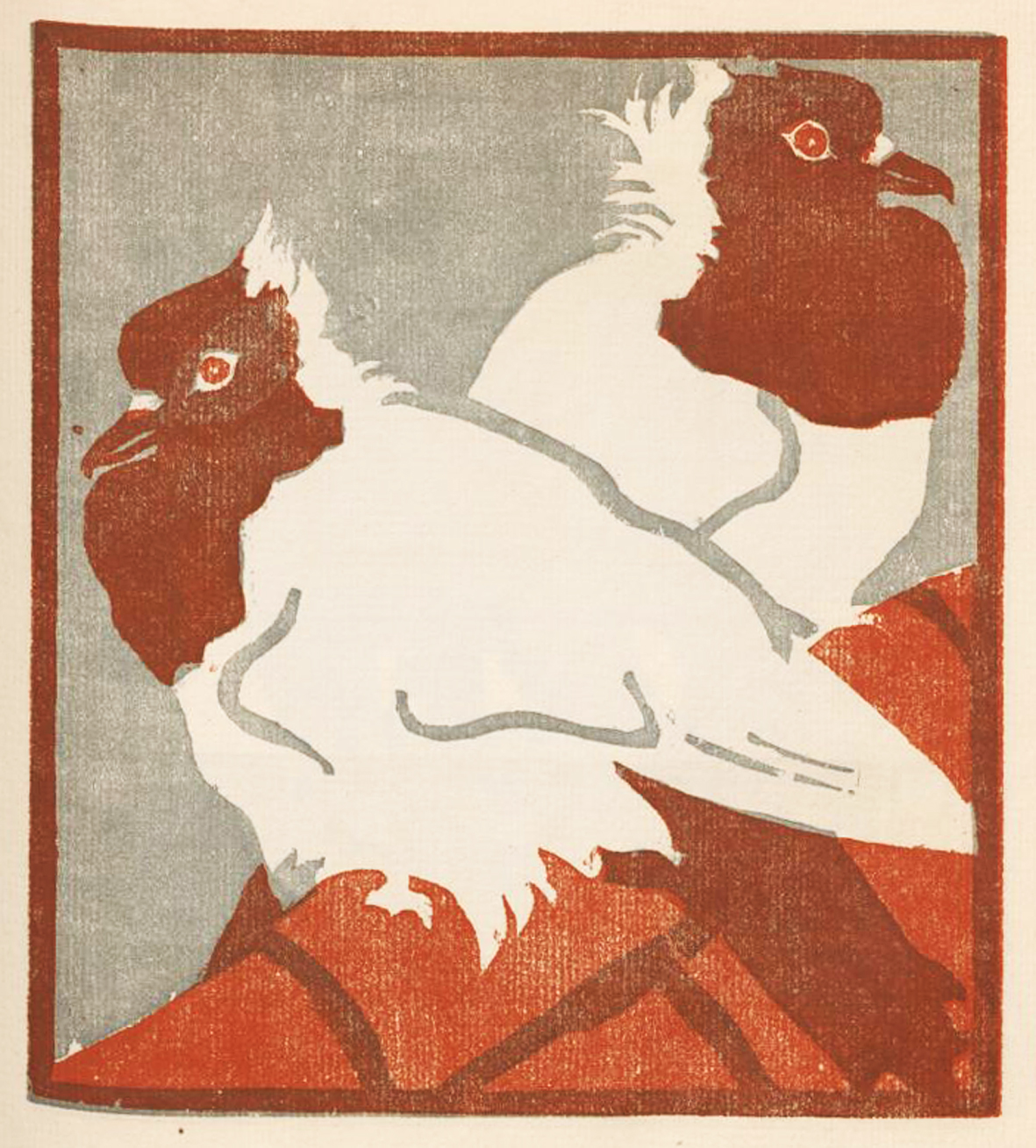
Colombes, gravure sur bois en deux blocs, publiée dans Ver sacrum en 1903.

Dans ses œuvres, qui sont exécutées en partie en pierre et en bronze, en partie en bois et en terre cuite, Hilde Exner mêle entre autres les influences de George Minne, Ernst Barlach et Wilhelm Lehmbruck. En association avec sa cousine, Nora Exner, ou avec Franz Fiebiger, elle co-produit des gravures sur bois d'animaux. En 1913, elle expose six de ses sculptures à la galerie Goltz de Munich.
Hilde Exner s’installe à Salzbourg après la Première Guerre mondiale avec des amies artistes rencontrées à l'École des Arts et Métiers, dont Emma Schlangenhausen, Helene von Taussig, Marie Cyrenius et Magda Mautner Markhof,.
À Salzbourg, l’artiste réalise la première grande sculpture d'une artiste exposée publiquement : un David en buste (Davidfigur), installée depuis 1920 dans le cimetière de Morzg, au mémorial de la guerre. Un an après sa mort, la galerie Würthle de Vienne présente une exposition des œuvres posthumes de Hilde Exner.